# Kulturzentrum Liwobereschna (Mariupol)

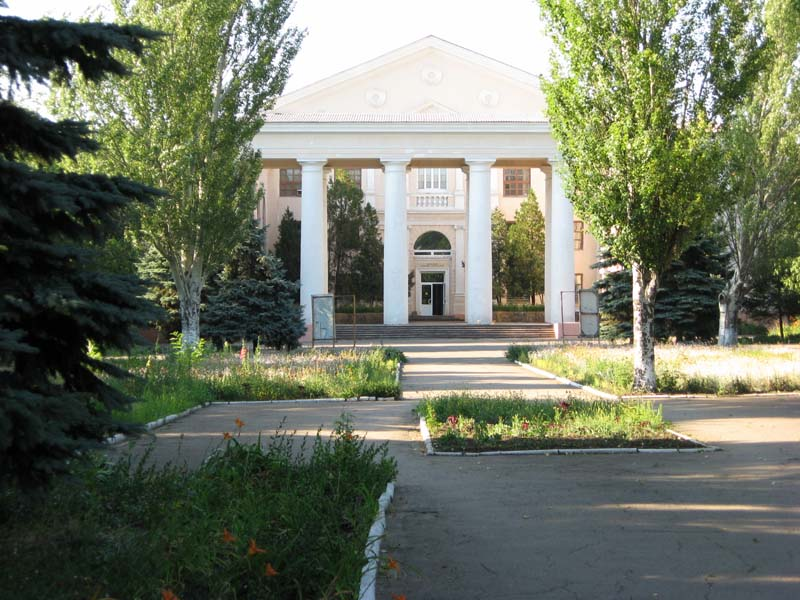
Kulturzentrum Liwobereschna

Das Kulturzentrum Liwobereschna (Центр культури «Лівобережний» Zentr kultury „Liwobereschnyj“, auch: ukrainisch Культурний центр Лівобережжя Kulturnyj zentr Liwobereschschja) ist ein ehemaliger Kulturpalast in der ukrainischen Stadt Mariupol.

## Geschichte
Das Gebäude entstand als Kulturpalast der Erbauer (Палац Культури Будівельників Palaz Kultury Budiwelnykiw), wurde aber zur Unterscheidung von einem Klubhaus im Vorort Wolonteriwka (Волонтерівка) teils auch mit dem Zusatz von Asowstahl versehen, da sich dieses Klubhaus in Wolonteriwka, das von 1959 bis 1994 bestand, zeitweise ebenfalls Kulturpalast der Erbauer nannte, aber zur Firma Schdanowmetallurg gehörte. Das Gebäude galt als die einzige größere Kultureinrichtung östlich des Flusses Kalmius in Mariupol.
Südlich der Moskauer Straße (Adresse Московська вулиця, 42) entstand in den Jahren 1952 und 1953 eine von Norden nach Süden gestreckte Anlage, die von einem Park umgeben ist. Die Eröffnung erfolgte am 25. Februar 1953. Im Jahr 1996 wurde die Kultureinrichtung in Städtischer Kulturpalast (Міський палац культури Miskyj palaz kultury) umbenannt. Baugleiche beziehungsweise ähnliche Bauten sind das Städtische Kulturhaus der Jugend (russisch Городской дом культуры молодежи) im russischen Wladimir und der Palast der Eisenbahner (russisch Дворец железнодорожников) im kasachischen Astana. Es handelt sich hierbei um einen Typenentwurf des Architekten Kostjantin Bartoschewitsch (russisch Костянтин Бартошевич), der auch in anderen ukrainischen Städten umgesetzt wurde und in der Regel 500 Plätze im Veranstaltungssaal aufwies (daher auch Klub mit 500 Plätzen genannt).
In den Jahren 2020 und 2021 wurde das Gebäude trotz der COVID-19-Pandemie in der Ukraine umfassend renoviert, wobei auf die Beibehaltung der äußeren Gestalt geachtet wurde. Im Rahmen dieses Umbaus erfolgte auch die Umbenennung in Kulturzentrum Liwobereschna. Der Mariupoler Rajon Liwobereschna – und damit auch das Kulturzentrum – wurde nach der Lage zum Fluss benannt (Лівобережжя: „am linken Ufer“). Ziel dieser neuen Benennung war es auch, zu verdeutlichen, dass jeder Stadtteil eine solche Einrichtung erhalten sollte. Investiert wurden insgesamt zirka 115 Millionen Hrywnja. Kindern und Jugendlichen sollten so mehr Freizeitangebote geboten werden. Das Gebäude sollte insgesamt 21 Vereinen mit 800 Mitgliedern als Refugium dienen. Neben dem Konzertsaal wurden auch zahlreiche andere Räumlichkeiten restauriert und modernisiert. Tragende Elemente wurden verstärkt, die Fassade und das Dach erneuert.
Das Bauwerk wurde während des Russischen Überfalls auf die Ukraine am 25. Februar 2022 zu einem der sechs Schutzräume der Stadt – neben dem Dramatheater, der Kunstschule, der Zentrum für zeitgenössische Kunst «Hotel Continental», der Kammerphilharmonie und dem Kulturpalast «Tschajka» – bestimmt. Zudem wurde der Keller zum Lagerraum umgebaut. Während der Belagerung von Mariupol wurde das Gebäude im April 2022 schwer beschädigt. Insbesondere der Nordteil des Gebäudes ist davon betroffen.